# Vitesse par équipes masculine aux Jeux olympiques d'été de 2020
Navigation
Rio 2016 Paris 2024
La vitesse par équipes masculine, épreuve de cyclisme sur piste des Jeux olympiques d'été de 2020, a lieu le 3 août 2021 sur le Vélodrome d'Izu, situé à Izu (Japon), à 120 kilomètres de Tokyo.

## Résultats

### Qualifications
Les qualifications permettent de classer les équipes selon leur temps et d'attribuer les duels du 1er tour selon l'ordre suivant : 1re contre 8e, 2e contre 7e, 3e contre 6e et  4e contre 5e.
| Rang | Pays             | Cyclistes                                         | Résultat | Notes |
| ---- | ---------------- | ------------------------------------------------- | -------- | ----- |
| 1    | Pays-Bas         | Roy van den Berg Harrie Lavreysen Matthijs Büchli | 42 s 134 | RO    |
| 2    | Grande-Bretagne  | Ryan Owens Jack Carlin Jason Kenny                | 42 s 231 |       |
| 3    | Australie        | Matthew Richardson Nathan Hart Matthew Glaetzer   | 42 s 371 |       |
| 4    | France           | Florian Grengbo Sébastien Vigier Rayan Helal      | 42 s 722 |       |
| 5    | Nouvelle-Zélande | Sam Dakin Ethan Mitchell Sam Webster              | 43 s 066 |       |
| 6    | ROC              | Ivan Gladyshev Denis Dmitriev Pavel Yakushevskiy  | 43 s 097 |       |
| 7    | Allemagne        | Timo Bichler Stefan Bötticher Maximilian Levy     | 43 s 140 |       |
| 8    | Pologne          | Mateusz Rudyk Patryk Rajkowski Krzysztof Maksel   | 43 s 516 |       |

### Premier tour
Les vainqueurs des quatre duels se qualifient pour les finales qui attribuent les médailles. Les deux vainqueurs les plus rapides participent à la finale pour la médaille d'or et les deux vainqueurs les plus lents s'affrontent pour le bronze. 
| Rang | Série | Pays             | Cyclistes                                          | Résultat | Notes  |
| ---- | ----- | ---------------- | -------------------------------------------------- | -------- | ------ |
| 1    | 4     | Pays-Bas         | Roy van den Berg Harrie Lavreysen Jeffrey Hoogland | 41 s 431 | QG, RO |
| 2    | 3     | Grande-Bretagne  | Ryan Owens Jack Carlin Jason Kenny                 | 41 s 829 | QG     |
| 3    | 2     | Australie        | Matthew Richardson Nathan Hart Matthew Glaetzer    | 42 s 103 | QB     |
| 4    | 1     | France           | Florian Grengbo Sébastien Vigier Rayan Helal       | 42 s 294 | QB     |
| 5    | 3     | Allemagne        | Timo Bichler Stefan Bötticher Maximilian Levy      | 42 s 733 |        |
| 6    | 2     | ROC              | Ivan Gladyshev Denis Dmitriev Pavel Yakushevskiy   | 42 s 915 |        |
| 7    | 1     | Nouvelle-Zélande | Sam Dakin Ethan Mitchell Sam Webster               | 42 s 978 |        |
| 8    | 4     | Pologne          | Mateusz Rudyk Patryk Rajkowski Krzysztof Maksel    | 43 s 307 |        |

### Finales
| Rang                                | Pays             | Cyclistes                                          | Résultat | Notes |
| ----------------------------------- | ---------------- | -------------------------------------------------- | -------- | ----- |
| Finale pour la médaille d'or        |                  |                                                    |          |       |
| Médaille d'or, Jeux olympiques      | Pays-Bas         | Roy van den Berg Harrie Lavreysen Jeffrey Hoogland | 41 s 369 | RO    |
| Médaille d'argent, Jeux olympiques  | Grande-Bretagne  | Ryan Owens Jack Carlin Jason Kenny                 | 44 s 589 |       |
| Finale pour la médaille de bronze   |                  |                                                    |          |       |
| Médaille de bronze, Jeux olympiques | France           | Florian Grengbo Sébastien Vigier Rayan Helal       | 42 s 331 |       |
| 4                                   | Australie        | Matthew Richardson Nathan Hart Matthew Glaetzer    | 44 s 013 |       |
| Finale de classement (5/6)          |                  |                                                    |          |       |
| 5                                   | Allemagne        | Timo Bichler Stefan Bötticher Maximilian Levy      |          |       |
| 6                                   | ROC              | Ivan Gladyshev Denis Dmitriev Pavel Yakushevskiy   | DSQ      |       |
| Finale de classement (7/8)          |                  |                                                    |          |       |
| 7                                   | Nouvelle-Zélande | Callum Saunders Ethan Mitchell Sam Webster         | 43 s 703 |       |
| 8                                   | Pologne          | Mateusz Rudyk Patryk Rajkowski Krzysztof Maksel    | 46 s 431 |       |